# Allomyella borealis
Allomyella borealis är en tvåvingeart som beskrevs av Charles Howard Curran 1927. Allomyella borealis ingår i släktet Allomyella och familjen kolvflugor.
Artens utbredningsområde är Alaska. Inga underarter finns listade i Catalogue of Life.